# Prostatită
Prostatita este o inflamație a prostatei (glanda sexuală accesorie masculină). Prostatita nu crește riscul apariției cancerului de prostată.

## Prostatita acută bacteriană
Prostatita acută bacteriană este cel mai ușor de diagnosticat și de tratat. Se manifestă prin febră, frisoane, dureri abdominale, senzații de arsură în timpul urinării și urinări frecvente. Infecția tractului urinar este indicată de prezența bacteriilor în urină.

## Prostatita cronică bacteriană
Prostatita cronică bacteriană este o formă de prostatită de lungă durată (prostatita acută netratată sau recidivantă), asociată cu îngustarea uretrei ce devine un focar de infecție a tractului urinar.

## Prostatita nebacteriană
Prostatita nebacteriană este cea mai comună și cea mai puțin cunoscută formă de prostatită. Tratamentul prostatitei nebacteriene este de obicei individual și în funcție de simptome se administrează ceaiuri, antibiotice și/sau diverse metode de relaxare musculară și psihică. Există de asemenea opinia că această formă de prostatită are drept cauză bacterii care însă sunt închise în glandele prostatice(acini)și astfel inaccesibile pentru antibiotice. De aceea, în unele cazuri, ceaiurile care conțin arbutină, cum ar fi de frunze de merișor, strugurii ursului, au un efect pozitiv. Arbutina este transformată de către bacteriile din vezica urinară în Hidrochinonă, care este o substanță antibacteriană. Trebuie menționat însă că un consum prelungit, mai mult de 5 zile consecutive, și mai mult de 5 ori pe an, al acestor ceaiuri, poate afecta ficatul.

## Prostatodinia/Sindromul de durere pelviană cronică
Prostatodinia este o afecțiune neinflamatorie, neinfecțioasă, ce se caracterizează prin simptome și semne de prostatită și/sau dureri sau disconfort în regiunea pelviană.

## Terapia clasică
Prostatita acută și cea cronică bacteriană se tratează de obicei cu antibiotice din categoria Fluorochinolonelor: Ciprofloxacină, Levofloxacină.

## Terapii alternative
1. Un extract din fructul unui palmier pitic Saw palmetto (Serenoa repens) are efecte relaxante și în unele cazuri reduce semnificativ simptomele prostatitei.
2. Cura de broccoli a Prof. Dr. Saraglogu Ibrahim Adnan.
3. Acetilcisteina în doză de 600mg, respectiv 1200mg este de asemenea menționată ca având succes în anumite cazuri.
4. Substanța Arbutină este o alternativă promițătoare, fiind găsită în frunzele unor plante cum ar fii strugurii ursului sau merișor, precum și în cojile de pere verzi.
5. Ghid - pentru sanatatea prostatei si a tractului urinar, 12 octombrie 2023, Sfatul medicului.